# Verê
Verê ist ein brasilianisches Munizip im Südwesten des Bundesstaats Paraná. Es hat 7.735 Einwohner (2022), die sich Vereenser nennen. Seine Fläche beträgt 312 km². Es liegt 486 Meter über dem Meeresspiegel.

## Etymologie
Der Name Verê stammt von dem indigenen Kaingang Viry. Viry war ein Häuptling der Guarapuava-Indianer in der historischen Region Palmas. Er war ein Freund der Siedler. Es ist aber auch überliefert, dass er den Stamm des Häuptlings Vitorino, nach dem das heutige Munizip Vitorino benannt ist, und die Gegenden von Guarapuava und Palmas oft mordend und plündernd heimsuchte. Seine Bedeutung in Kaingang ist: immer, ewig.

## Geschichte

### Besiedlung
Die Rodung des Gebiets von Verê begann um 1934, als die ersten Pioniere in die Urwälder der Region kamen. Die Siedler kamen über offene Pfade und auf dem Rücken von Eseln, hauptsächlich aus Santa Catarina. Zu Beginn konzentrierten sich die Aktivitäten auf die Abholzung der Wälder für den Anbau von Mais- und Bohnenfeldern sowie für die Aufzucht und Mast von Schweinen.

### Erhebung zum Munizip
Verê wurde durch das Staatsgesetz Nr. 4730 vom 24. Juni 1963 aus Dois Vizinhos ausgegliedert und in den Rang eines Munizips erhoben. Es wurde am 26. Oktober 1963 als Munizip installiert.

## Geografie

### Fläche und Lage
Verê liegt auf dem Terceiro Planalto Paranaense (der Dritten oder Guarapuava-Hochebene von Paraná). Seine Fläche beträgt 312 km². Es liegt auf einer Höhe von 486 Metern.

### Vegetation
Das Biom von Verê ist Mata Atlântica.

### Klima
Das Klima ist gemäßigt warm. Es werden hohe Niederschlagsmengen verzeichnet (1.895 mm pro Jahr). Im Jahresdurchschnitt liegt die Temperatur bei 19,8 °C. Die Klimaklassifikation nach Köppen und Geiger lautet Cfa.

### Gewässer
Verê liegt im Einzugsgebiet des Iguaçu. Die westliche Grenze wird vom Rio Lajeado Grande und dessen linkem Nebenfluss Rio Vista Alegre gebildet. Der Rio Chopim bildet zusammen mit seinem linken Nebenfluss Rio Santana sowie dessen linkem Nebenfluss Rio Marrecas die östliche Grenze des Munizips. Der Rio Verê entspringt etwa sechs Kilometer westlich des Hauptorts und mündet acht Kilometer nördlich vom Hauptort in den Chopim.

### Straßen
Verê ist über die PR-471 mit Francisco Beltrão im Südwesten verbunden. Über die PR-493 kommt man im Nordwesten nach Dois Vizinhos.

### Nachbarmunizipien
| Dois Vizinhos     | São Jorge d’Oeste                           | São João          |
| Enéas Marques     | Kompassrose, die auf Nachbargemeinden zeigt |                   |
| Francisco Beltrão |                                             | Itapejara d’Oeste |

## Stadtverwaltung
Bürgermeister: Ademilso Rosin, PSC (2021–2024)
Vizebürgermeister: Luiz Miolla, PDT (2021–2024)

## Demografie

### Bevölkerungsentwicklung
| Jahr | Einwohner | Stadt | Land |
| ---- | --------- | ----- | ---- |
| 1970 | 12.709    | 8 %   | 92 % |
| 1980 | 12.268    | 15 %  | 85 % |
| 1991 | 10.212    | 26 %  | 74 % |
| 2000 | 8.721     | 35 %  | 65 % |
| 2010 | 7.878     | 42 %  | 58 % |
| 2022 | 7.735     |       |      |

Quelle: IBGE, bis 2010: Volkszählungen und Volkszählung 2022

### Ethnische Zusammensetzung
| Gruppe * | 1991    | 2000    | 2010    | wer sich als …                                                                   |
| --- | ------- | ------- | ------- | -------------------------------------------------------------------------------- |
| Weiße | 73,0 %  | 69,2 %  | 81,2 %  | weiß bezeichnet                                                                  |
| Schwarze | 1,3 %   | 3,9 %   | 1,7 %   | schwarz bezeichnet                                                               |
| Gelbe | 0,1 %   | 0,1 %   | 0,5 %   | von fernöstlicher Herkunft wie japanisch, chinesisch, koreanisch etc. bezeichnet |
| Braune | 25,7 %  | 26,6 %  | 16,6 %  | braun oder als Mischung aus mehreren Gruppen bezeichnet                          |
| Indigene | 0,0 %   | 0,0 %   | 0,0 %   | Ureinwohner oder Indio bezeichnet                                                |
| ohne Angabe | 0,0 %   | 0,2 %   | 0,0 %   |                                                                                  |
| Gesamt | 100,0 % | 100,0 % | 100,0 % |                                                                                  |
| *) Das IBGE verwendet für Volkszählungen ausschließlich diese fünf Gruppen. Es verzichtet bewusst auf Erläuterungen. Die Zugehörigkeit wird vom Einwohner selbst festgelegt. |         |         |         |                                                                                  |

Quelle: IBGE (Stand: 1991, 2000 und 2010)

## Kultur und Sehenswürdigkeiten

### Festival
Das traditionelle Festival da música sertaneja e popular (Fest des Sertanejo und der Volksmusik) trägt den Namen Viry des namengebenden Kaingang-Häuptlings.

## Wirtschaft

### Kennzahlen
Mit einem Bruttoinlandsprodukt pro Einwohner von 39.178,09 R$ bzw. rund 8.700 € lag Verê 2019 auf dem 83. Platz der 399 Munizipien Paranás.
Sein hoher Index der menschlichen Entwicklung von 0,720 (2010) setzte es auf den 197. Platz der paranaischen Munizipien.